# Rodenbusch
Rodenbusch is een plaats in de Duitse gemeente Hellenthal, deelstaat Noordrijn-Westfalen, en telt 2 inwoners (2006).